# Ефремята (Кировская область)
Ефремята  — деревня в Афанасьевском районе Кировской области в составе Гординского сельского поселения.

## География
Расположена на расстоянии примерно 8 км на юг-юго-запад по прямой от центра поселения села  Гордино на правобережье реки Кама.

## История
Известна с 1873 года как часть деревни Гординской, в 1926 уже отдельная деревня, дворов 6 и жителей 35, в 1950 20 хозяйств и 73 жителя, в 1989 86 жителей.  

## Население
Постоянное население составляло 120 человек (русские 99%) в 2002 году, 112 в 2010.